# Галина (Аљаска)
Галина (енгл. Galena) град је у америчкој савезној држави Аљаска.

## Демографија
По попису из 2010. године број становника је 470, што је 205 (-30,4%) становника мање него 2000. године.
| Група             | 2000.       | 2010.       |
| Белци             | 200 (29,6%) | 133 (28,3%) |
| Афроамериканци    | 2 (0,3%)    | 0 (0,0%)    |
| Азијати           | 7 (1,0%)    | 3 (0,6%)    |
| Хиспаноамериканци | 13 (1,9%)   | 11 (2,3%)   |
| Укупно            | 675         | 470         |